# کارلوس پادروس
کارلوس پادروس روبیو (به اسپانیایی: Carlos Padrós)، که با نام کارلس پدروس روبیو نیز شناخته می‌شد، (۹ نوامبر ۱۸۷۰–۳۰ دسامبر ۱۹۵۰) سیاستمدار، تاجر و پیشگام فوتبال اسپانیایی بود که سومین رئیس رئال مادرید بود. او تا زمان انحلال حزب لیبرال اسپانیا در سال ۱۹۳۱ عضو بود.
پادروس یکی از بنیانگذاران رئال مادرید بود و بعداً بین ژانویه ۱۹۰۴ و ۱۹۰۸ رئیس باشگاه بود و جانشین برادرش خوان شد. او همچنین موتور محرک کوپا دل ری بود و اولین فینال تاریخ این رقابت‌ها را قضاوت کرد.

## زندگی‌نامه

### مغازه‌داری
پادروس و برادرش خوان در خانواده‌ای کاتالان ساکن مادرید متولد شدند. آنها با هم یک مغازه در Calle Alcalá داشتند. منابع متناقض می‌گویند که این یک بوتیک زنانه شیک به نام El Capricho یا یک تجارت پارچه ای به نام El Encanto بوده‌است. این دو برادر همچنین درگیر صحنه‌های نوظهور فوتبال در شهر شدند. در سال ۱۹۰۲ اتاق پشت مغازه آنها به اولین محل باشگاه باشگاه مادرید تبدیل شد و خوان به عنوان رئیس باشگاه انتخاب شد که بعداً رئال مادرید شد.

### کوپا دل ری
در سال ۱۹۰۲، کارلوس رئیس فدراسیون Madrileña de Foot-Ball شد و در حالی که در این پست بود او یک مسابقه فوتبال را برای جشن تاجگذاری آلفونسو سیزدهم پیشنهاد کرد. این مسابقات در نهایت به کوپا دل ری تبدیل شد. این بازی برای اولین بار در سال ۱۹۰۲ انجام شد و چهار تیم دیگر، باشگاه فوتبال بارسلونا، باشگاه فوتبال اسپانیول , Club Vizcaya و New Foot-Ball de Madrid، در اولین رقابت به پیوستند. در فینال با داوری کارلوس، Club Vizcaya بارسلونا را ۲–۱ شکست داد.

### ریاست رئال مادرید
در ژانویه ۱۹۰۴، پادروس جانشین خوان به عنوان رئیس رئال مادرید شد. در ۲۳ اکتبر او اولین بازی باشگاه را با تیمی غیر اسپانیایی ترتیب داد. حریفان باشگاه فرانسوی Gallia Club of Paris بودند که در سال ۱۹۰۵ قهرمان فرانسه شد. این بازی که با تساوی ۱–۱ به پایان رسید، برای جشن دیدار امیل لوبت، رئیس‌جمهور فرانسه ترتیب داده شد. در دوران ریاست او، باشگاه همچنین چهار بار پیاپی بین سالهای ۱۹۰۵ تا ۱۹۰۸ قهرمان کوپا دل ری شد. در سال ۱۹۰۸، پادروس توسط آدولفو ملندز به عنوان رئیس باشگاه جانشین شد و در ۱۳ آوریل به عنوان رئیس افتخاری مادام العمر انتخاب شد.